# Ohannés Gurekian
Ohannés Gurekian (Costantinopoli, 24 agosto 1902 – Asolo, 1º marzo 1984) è stato un ingegnere e alpinista italiano, di origine armena.

## Biografia

### Gli studi
Ohannés Gurekian (in armeno: Յովհաննէս Կիւրեղեան) nacque a Costantinopoli il 24 agosto 1902, da genitori armeni, Léon Gurekian e Mariamik Azarian (1875-1956). Figlio unico, arrivò con i suoi genitori in Italia, a Roma, nel 1907. Frequentò le scuole elementari a Roma e ad Asolo, e in seguito, essendo la famiglia stabilitasi ad Asolo, il collegio armeno Moorat Raphaël di Venezia.
Su indirizzo del padre architetto, si iscrisse alla facoltà di ingegneria dell'università di Padova, dove si laureò in ingegneria civile nel 1924. Continuò la frequenza all'università per la specializzazione in ingegneria idraulica, che ottenne nel 1926, ma non esercitò mai la professione. Immediatamente dopo la specializzazione, si trasferì a Torino, nello studio dell'architetto Ballatore di Rosanna. Vi fece tirocinio da architetto fino al suo ritorno ad Asolo.

### Le Dolomiti
Dopo un breve periodo di collaborazione con l'ingegnere Bolzon di Asolo, si trasferì a Frassené Agordino, che aveva avuto occasione di conoscere nel corso delle vacanze che vi trascorrevano i genitori sin dal 1922, attratto dal fascino delle crode dolomitiche, e vi si stabilì, iniziando a esercitare la professione di ingegnere civile.
Durante il periodo studentesco, faceva parte della sezione trevigiana del Club Alpino Italiano e, arrivato nell'Agordino, si iscrisse alla sezione di Agordo. Fece la conoscenza degli assi dell'alpinismo Attilio Tissi, Giovanni e Alvise Andrich, Domenico Rudatis, Alberico Biadene e, consolidata l'amicizia, ne diventò spesso compagno di cordata. Il 25 agosto 1929, eseguì la prima ascensione della Torre Armena, gruppo dell'Agner.
Nel 1932, fu nominato commissario straordinario della sezione di Agordo del Club Alpino Italiano, storicamente il più importante sodalizio italiano, e dal 1933 al 1946 ne fu nominato presidente. Nel 1935, collaborò con Ettore Castiglioni alla stesura della parte relativa alla Catena meridionale nel volume delle Pale di San Martino-Guida dei Monti d'Italia.
È considerato un pioniere del moderno alpinismo delle alpi orientali. Si dedicò attivamente alla valorizzazione del turismo a Frassené, dove fondò la prima associazione Pro Loco d'Italia, e nel 1933 fu nominato membro del Consiglio provinciale del turismo di Belluno. In qualità di presidente della sezione agordina del CAI, curò il restauro del rifugio Scarpa, ai piedi del massiccio dell'Agner, che gli è stato intitolato dopo la morte.
Dal 1934 al 1946, oltre a svolgere l'attività di professionista, insegnò all'istituto minerario di Agordo. Nel 1936, sposò Dina Della Lucia Dies di Frassené. Ebbero tre figli: Armen (1938), Mannig (1944) e Haïg (1945-1985).

### La professione
All'inizio del secondo conflitto mondiale, si trasferì definitivamente ad Asolo, pur continuando, per tutta la sua vita, a essere legato professionalmente alle vallate Agordine. Alla fine della guerra, venne chiamato a far parte del Comitato per la ricostruzione della provincia di Belluno, individuando, per le varie zone da ricostruire, le tipologie edilizie tradizionali da adottare. Progettò il piano di ricostruzione dell'abitato di Caviola, totalmente bruciato, per rappresaglia, dalle truppe naziste nella Valle del Biois il 20-21 agosto 1944.
Nel 1948, spinto dalla necessità di aggiornamento dopo il periodo di torpore bellico, si iscrisse alla scuola di architettura e di urbanistica dell'Insitut Polytechnique dell'università di Losanna, con rettore l'architetto Jean André Tschumi. Pur avendo ultimato la frequenza dei corsi il 31 ottobre 1950, non poté laurearsi in architettura per mancanza di tempo derivante dall'attività professionale. La sua attività professionale fu fondamentalmente rivolta all'urbanistica, all'edilizia pubblica e a quella industriale.
Dal 1964, collaborarono nel suo studio i figli, prima Armen e successivamente Haïg. Morì ad Asolo il 1º marzo 1984.

## Opere e progetti significativi

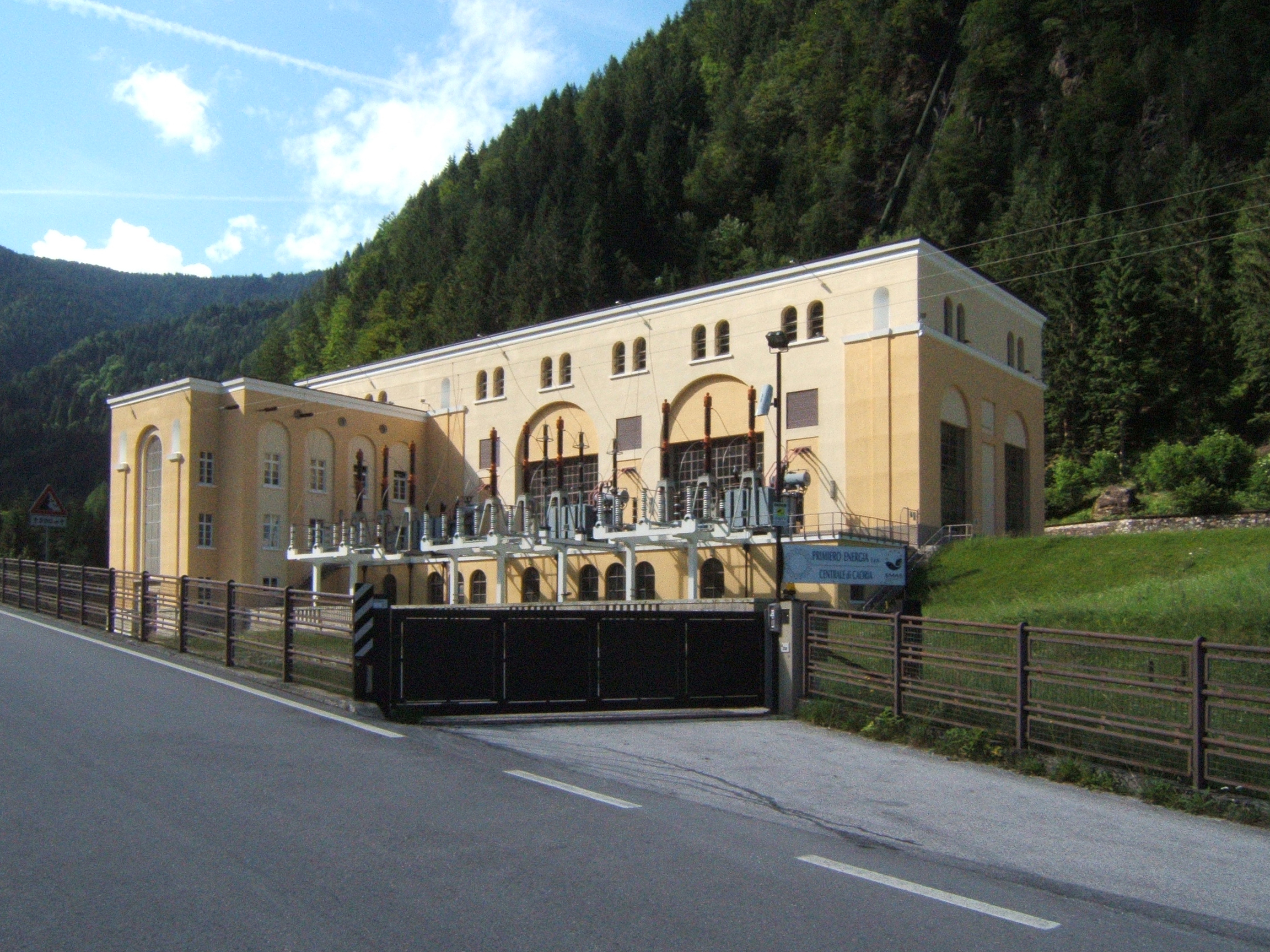
La centrale idroelettrica di Caoria nel 1941-1947.

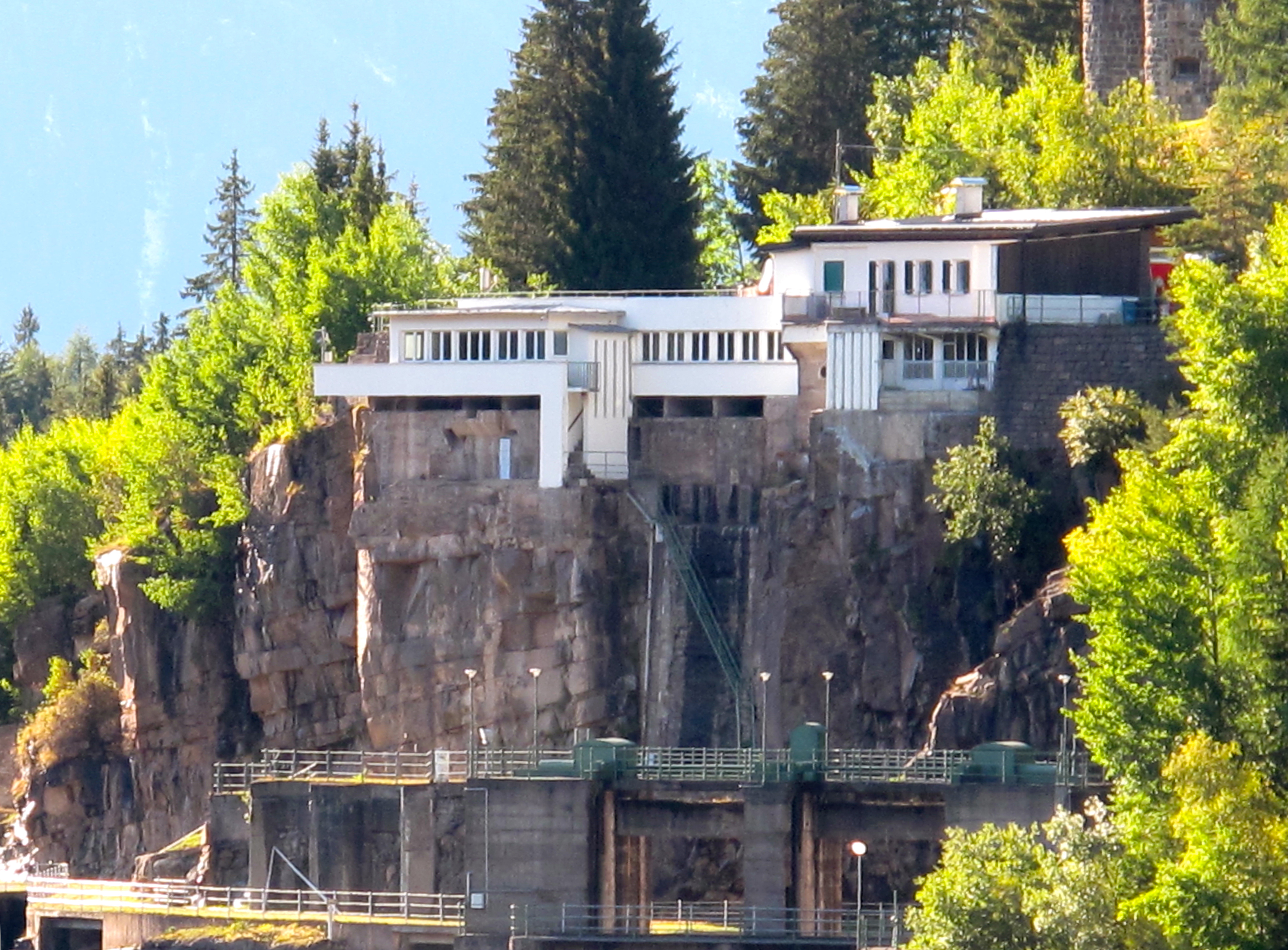
La cabina di comando della diga di Forte Buso, sul Travignolo, nel 1953.

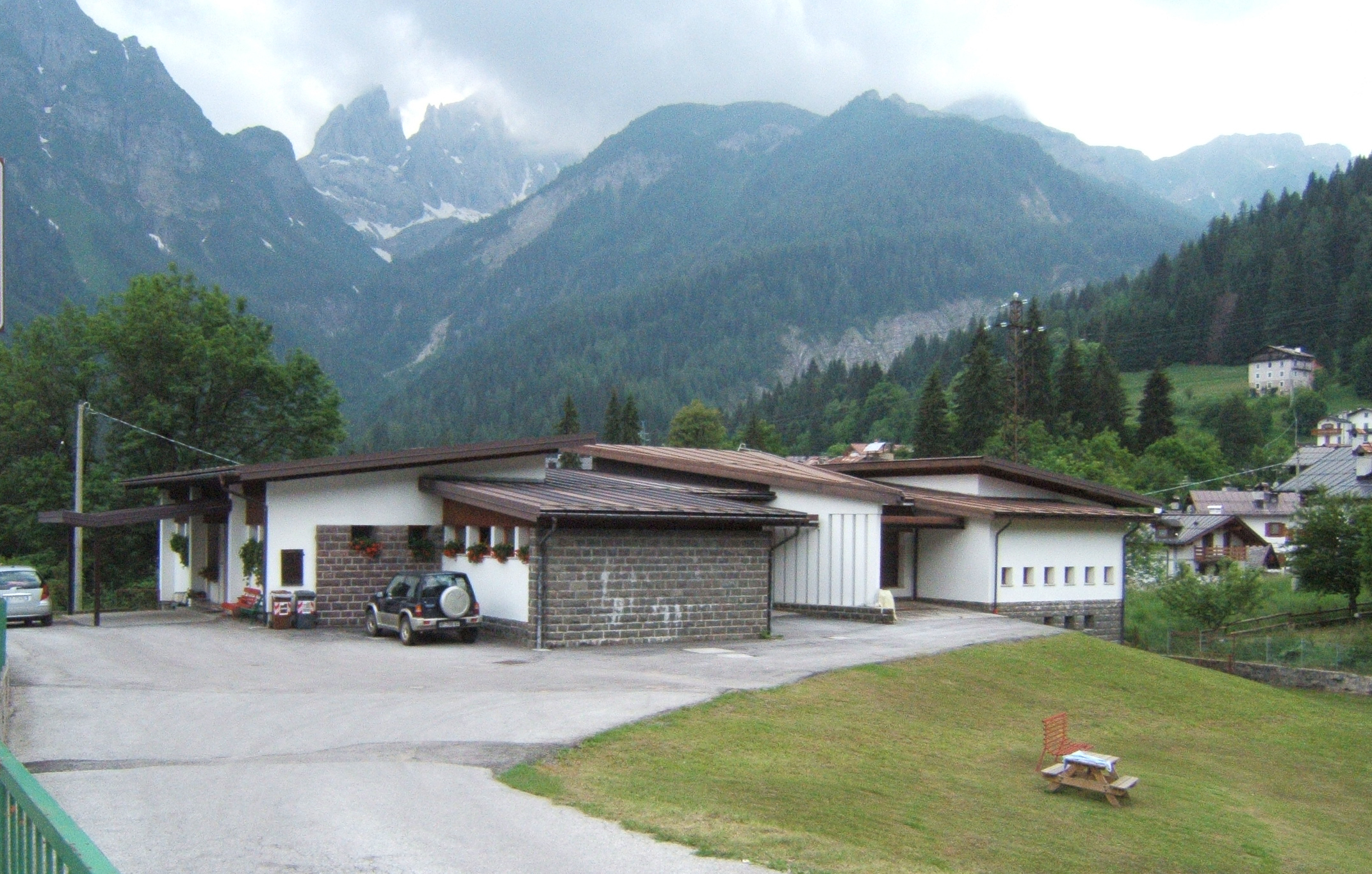
La scuola materna di Falcade nel 1956.

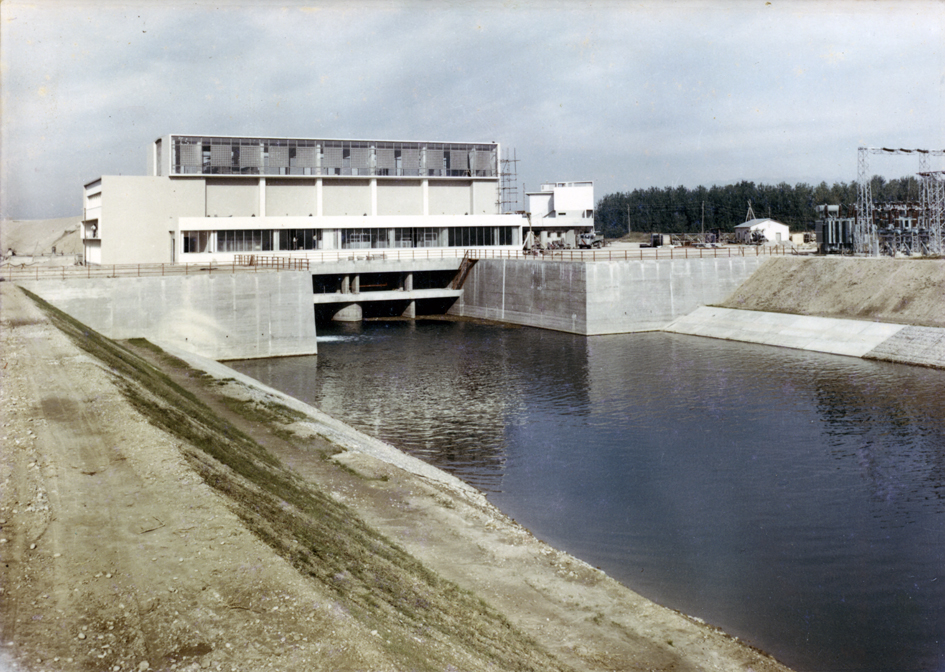
La centrale idroelettrica di Zevio, sull'Adige, nel 1958.

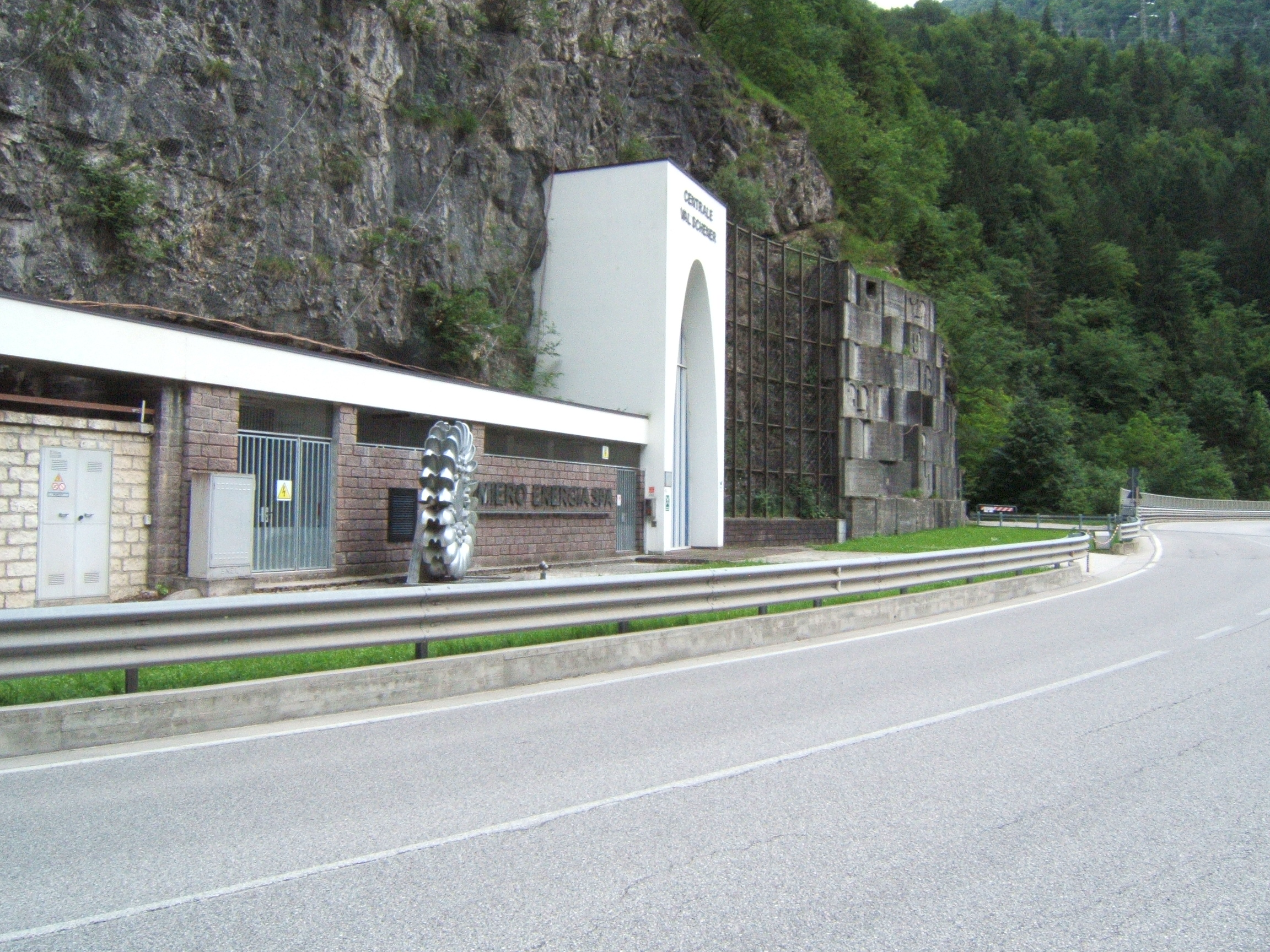
La centrale idroelettrica in caverna di Val Schener nel 1962.

### 1930-1939
- 1932 Agordo - Ampliamento e sistemazione ospedale civile;
- 1934 Frassené - Villa Parolari;
- 1937 Monte Piana - Piano di valorizzazione dei campi di battaglia;
- 1938 Agordo - Ampliamento e sistemazione istituto minerario;
- 1939 Pieve di Livinallongo - Piano regolatore di Arabba.

### 1940-1949
- 1940 La Stanga - Villaggio per i dipendenti della centrale idroeletrica;
- 1941 Caoria - ultimata nel 1947, la prima del dopoguerra, e abitazione dipendenti;
- 1943 Saviner - Centrale idroelettrica (prima parte);
- 1945 Caviola - Piano di ricostruzione;
- 1946 Pian Cansiglio - Ricostruzione di cinque caserme forestali incendiate dalle truppe nazifasciste nel 1944;
- 1949 Marghera - Ricostruzione di tre edifici per dipendenti S.A.V.A., Società Alluminio Veneto.

### 1950-1959
- 1950 Passo Duran - Rifugio "Cesare Tomé" del Club Alpino Italiano;
- 1950 Saviner - Centrale idroelettrica, seconda fase ampliamento e abitazione capocentrale;
- 1950 Voltago - Scuola materna;
- 1951 Agordo - Casa del guardiano delle diga di San Cipriano;
- 1951 Agordo - Piano planivolumetrico edifici Masoch;
- 1952 Falcade - Programma di fabbricazione;
- 1952 Falcade - Municipio;
- 1952 Cime d'Auta - Rifugio "Alvise Andrich", Club Alpino Italiano (primo progetto non realizzato);
- 1953 Alleghe - Villa De Lorenzi;
- 1953 Arsiè - Centrale idroelettrica e abitazioni capocentrale e turnisti;
- 1953 Forte Buso - Cabina di comando della diga sul Travignolo;
- 1954 Marghera - Due complessi abitativi per dipendenti S.A.V.A., Società Alluminio Veneto;
- 1956 Frassené - Chiesa e campanile;
- 1957 Quero - Centrale idroelettrica e complesso officina e alloggi capocentrale e turnisti;
- 1957 Redipuglia - Sottostazione di trasformazione elettrica e complesso officina e alloggi capocentrale e turnisti;
- 1958 Zevio - Centrale idrolettrica sull'Adige, cabina di comando sbarramento, officina e alloggi dipendenti;
- 1959 Selva di Cadore - Municipio.

### 1960-1969
- 1960 Colle Santa Lucia - Municipio;
- 1961 Marghera - Ampliamento e sistemazione uffici direzionali della Società Alluminio Veneto;
- 1961 Val Schener - Cabina di comando dell'opera di presa;
- 1961 Frassené - Ampliamento rifugio Scarpa, Club Alpino Italiano;
- 1961 Gron - Chiesa parrocchiale;
- 1962 Lappach (Selva dei Molini) - Centrale idroelettrica;
- 1962 Val Schener - Centrale idroelettrica in caverna, portale d'acceso, cabina di comando e casa del guardiano;
- 1964 Longarone - Progetto per la chiesa parrocchiale (primo progetto non eseguito);
- 1965 Falcade - Piano regolatore generale;
- 1965 Selva di Cadore - Piano di lottizzazione a San Fosca;
- 1966 Livinallongo - Piano regolatore generale;
- 1966 Longarone - Progetto per la chiesa parrocchiale (secondo progetto non eseguito);
- 1967 Selva di Cadore - Programma di fabbricazione;
- 1967 Mschicca (Libano) - Complesso scolastico (concorso);
- 1967 Frassené - Scuola materna;
- 1969 Forca Rossa - Rifugio "Alvise Andrich", Club Alpino Italiano (secondo progetto non realizzato);
- 1969 Voltago - Regolamento edilizio.

### 1970-1984
- 1970 Longarone - Centro sociale (non eseguito);
- 1975 Teheran - complesso residenziale Garni (non eseguito);

e numerosi complessi scolastici e abitazioni individuali.